# 唇をうばう前に
《唇をうばう前に》（英語:  Before The French Kiss） は、香港出身の歌手、アニタ・ムイの日本における1枚目の日本語の7インチ・ビニール・シングル。このシングルは1983年3月21日に東芝EMI（現・ユニバーサルミュージックジャパン）からリリースされた。 

## 解説
アジアの歌姫、 香港ポップの実力派歌手アニタ・ムイ の日本で発売された1st日本語の7インチ・ビニール・シングル。
「唇をうばう前に」は  第12回東京音楽祭 の參加曲 。香港で公開されたこの楽曲のミュージックビデオのロケ地は東京・品川の新高輪プリンスホテルやその周辺。 
アニタ・ムイ は10日ほど日本に滞在して、音楽祭のエントリー曲をシングル発売するための録音やジャケットの撮影を行った。ジャケット写真のカメラマンは塚田和穂で、香港のメディアで見るようなアニタとは全く違う、アイドル路線のポートレートに仕上がっている。ジャケットの裏には収録曲の歌詞とアニタの簡単なプロフィールが載っており、特技はドラムスとなっている。   

## 収録曲
| #  | タイトル                                                                                 | 作詞       | 作曲           |
| -- | ---------------------------------------------------------------------------------------- | ---------- | -------------- |
| 1. | 「唇をうばう前に (「交出我的心」日本語ヴァージョン) (83年度 東京音楽祭世界大会 參加曲)」 | なかにし礼 | ジョセフ・クー |

| #  | タイトル                                          | 作詞 | 作曲 |
| -- | ------------------------------------------------- | ---- | ---- |
| 1. | 「いのち果てるまで (「心債」日本語ヴァージョン)」 |      |      |